# Фотометрическая система ugriz

Фильтры в фотометрической системе u’g’r’i’z'

Фотометрическая система ugriz (ранее u’g’r’i’z’, также фотометрическая система SDSS) — астрономическая широкополосная фотометрическая система, включающая пять полос. Разработана для обзора неба SDSS.
Нуль-пункты шкалы звёздных величин основываются на системе AB.
На конец 2009 года существовали фотометрические стандарты только для северного полушария.

## Описание фотометрических полос
| Полоса                   | u   | g   | r   | i   | z   |
| ------------------------ | --- | --- | --- | --- | --- |
| Средняя длина волны (нм) | 350 | 480 | 620 | 760 | 910 |
| Ширина полосы (нм)       | 60  | 140 | 140 | 150 | 140 |